# ۳۳ روباه
۳۳ روباه یک ستاره است که در صورت فلکی روباهک قرار دارد.